# Microdon latifrons
Microdon latifrons là một loài ruồi trong họ Ruồi giả ong (Syrphidae). Loài này được Loew mô tả khoa học đầu tiên năm 1856. Microdon latifrons phân bố ở vùng Cổ Bắc giới